# Metal Slug 6
Metal Slug 6 (メタルスラッグ 6, Metal Slug 6) est un jeu vidéo de run and gun créé par SNK Playmore, sorti sur le système arcade Atomiswave. Il sera également porté comme épisode dans les compilations Metal Slug Anthology (sorti sur les consoles PlayStation 2, PlayStation Portable et Wii) et Metal Slug Collection (sorti sur PC).

## Synopsis
Le monde règne en paix, cependant, la demande de départ à la retraite de nos héros a été refusée. Mais des choses étranges se produisent alors : une présence d'OVNI a été signalée, ce qui laisse supposer le retour des extra-terrestres.

## Système de jeu
Il est identique aux précédents opus à quelques différences près :
- La glissade et le mode "obèse" (qui a apparemment été mal vu de certains) ont disparu.
- Six personnages sont jouables.
- Chaque personnage possède une capacité spéciale.
- Le mode facile équipe les personnages de "Heavy Machine Gun" (mitrailleuse lourde) avec munition illimitée.

## Personnages
Personnages vétérans :
- Marco Rossi (chef de l'équipe) : son pistolet est plus puissant que celui des autres.
- Fio Germi : les armes bonus ont plus de munitions.
- Tarma Roving (sous chef) : les véhicules ont des bonus (plus rapides, puissances accrues et meilleurs sauts).
- Eri Kasamoto : elle a deux fois plus de grenades, les lance plus loin et dans toutes les directions.

Nouveaux personnages :
- Ralf Jones : il est plus endurant (il faut lui tirer dessus deux fois pour le tuer). Sa seconde attaque de mêlée est une série de coups provoquant des explosions (référence à son coup spécial dans la série The King of Fighters).
- Clark Still : Il est le plus puissant de l'équipe. Sa seconde attaque de mêlée consiste à soulever les adversaires (il est invincible durant ce coup).

## Ennemis
Personnages vétérans :
- Général Morden : Toujours aussi fourbe, il se rallie avec les extra-terrestres. Une fois de plus, il s'alliera avec vous devant la menace aliens.
- Rebelles (armée) : Ils obéissent toujours a Morden et vous aideront contre les aliens.
- Le chef extra-terrestre : Retrouvé par Morden et revenu à la vie, il vous prête main-forte en remplaçant l'avion dans le passage secret du niveau 4.
- Les extra-terrestres : Obéissant à leur chef, ils joueront le rôle de prisonniers. Dans la mission finale, deux d'entre eux vous aide grâce à une soucoupe volante.

Nouveaux personnages :
- La reine des Plutoniens : Elle est la mère de l'armée, c'est le boss final.
- Les Plutoniens : Ils dévorent les extra-terrestres et veulent dominer le monde.

## Différentes fins
Il y a deux fins dans le jeu.
Lors de l'explosion créée par l'impact de la reine sur le sol, vous chutez et le sauveur change selon les conditions suivantes dans le niveau 4 :
- si vous prenez le chemin normal, Morden vous sauve
- si vous prenez le passage secret, vous serez sauvés par l'armée extra-terrestre et leur chef.